# Francia Manzanillo
Francia Manzanillo (ur. 3 czerwca 1980) – dominikańska lekkoatletka specjalizująca się w siedmioboju.
W 2002 zwyciężyła w igrzyskach Ameryki Środkowej i Karaibów, a rok później była siódma podczas igrzysk panamerykańskich. Brązowa medalistka mistrzostw ibero-amerykańskich z 2006. W 2010 była druga w igrzyskach Ameryki Środkowej i Karaibów, a w 2011 zdobyła srebro mistrzostw Ameryki Środkowej i Karaibów oraz brąz igrzysk panamerykańskich.
Rekord życiowy: 5644 pkt. (26 października 2011, Guadalajara).

## Osiągnięcia
| Rok  | Impreza                                   | Miejsce       | Lokata     | Wynik     |
| ---- | ----------------------------------------- | ------------- | ---------- | --------- |
| 2002 | Igrzyska Ameryki Środkowej i Karaibów     | San Salvador  | 1. miejsce | 5279 pkt. |
| 2003 | Igrzyska panamerykańskie                  | Santo Domingo | 7. miejsce | 5359 pkt. |
| 2006 | Mistrzostwa ibero-amerykańskie            | Ponce         | 3. miejsce | 5448 pkt. |
| 2008 | Mistrzostwa panamerykańskie w wielobojach | Santo Domingo | 8. miejsce | 5241 pkt. |
| 2010 | Igrzyska Ameryki Środkowej i Karaibów     | Mayagüez      | 2. miejsce | 5561 pkt. |
| 2011 | Mistrzostwa NACAC w wielobojach           | Kingston      | 4. miejsce | 5474 pkt. |
| 2011 | Mistrzostwa Ameryki Środkowej i Karaibów  | Mayagüez      | 2. miejsce | 5601 pkt. |
| 2011 | Igrzyska panamerykańskie                  | Guadalajara   | 3. miejsce | 5644 pkt. |
| 2012 | Mistrzostwa NACAC w wielobojach           | Ottawa        | 5. miejsce | 5531 pkt. |